# Отдел „Народни съвети и Отечествен фронт“ при ЦК на БКП (1954)
Отделът „Народни съвети и Отечествен фронт“ при ЦК на БКП е най-кракто съществувалият отдел на ЦК на БКП (1954).
Създаден е по решение на Политбюро в края на 1953 г. чрез обединяването на сектор „Народни съвети“ при отдел „Административен“ и сектор „Отечествен фронт“ при отдел „Партийни, профсъюзни и младежки органи“. Новосъздаденият отдел е наречен „Народни съвети и Отечествен фронт“ и съществува само няколко месеца.
По решение на Политбюро от 11 март 1954 г. той се обединява с отдел „Административен“ и става сектор „Народни съвет и Отечествен фронт“ към същия отдел.